# Xanthorhoe infumata
Xanthorhoe infumata là một loài bướm đêm trong họ Geometridae.